# Schirrhoffen
Schirrhoffen (en alsacià Schirroft) és un municipi francès, situat a la regió del Gran Est, al departament del Baix Rin. L'any 1999 tenia 630 habitants.
Forma part del cantó de Bischwiller, del districte de Haguenau-Wissembourg i de la Comunitat d'aglomeració de Haguenau.

## Demografia
| 1962 | 1968 | 1975 | 1982 | 1990 | 1999 |
| ---- | ---- | ---- | ---- | ---- | ---- |
| 557  | 552  | 513  | 508  | 516  | 630  |

## Administració
| Període   | Identitat        | Partit | Qualitat |  |
| --------- | ---------------- | ------ | -------- |  |
| 1953-1971 | Aloïse Haaser    |        |          |  |
| 1971-1991 | Albert Gottri    |        |          |  |
| 1991-     | Albert Schmitter |        |          |  |